# Pleonoporus robustus
Pleonoporus robustus är en mångfotingart som beskrevs av Carl Graf Attems 1938. Pleonoporus robustus ingår i släktet Pleonoporus och familjen Odontopygidae. Inga underarter finns listade i Catalogue of Life.